# Muhammadqodir Abdullayev
Mukhammad Kadyr Abdullayev (en uzbeko: Muhammadqodir Abdullayev) (Andiyán, Uzbekistán, 15 de noviembre de 1973) es un deportista olímpico uzbeko que compitió en boxeo, en la categoría de peso superligero y que consiguió la medalla de oro en los Juegos Olímpicos de Sídney 2000 donde además fue el abanderado de Uzbekistán.

## Palmarés internacional
| Juegos Olímpicos | Juegos Olímpicos   | Juegos Olímpicos | Juegos Olímpicos |
| Año              | Lugar              | Medalla          | Prueba           |
| ---------------- | ------------------ | ---------------- | ---------------- |
| 2000             | Sídney (Australia) | Medalla de oro   | Peso superligero |